# المعاهدة الإيطالية اليمنية
المعاهدة الإيطالية اليمنية لعام 1926 أو معاهدة صنعاء، كانت معاهدة صداقة بين مملكة إيطاليا والمملكة المتوكلية اليمنية. وتتمحور هذه المعاهدة التي تتضمن ثماني مواد حول نقطتين؛ الأولى: اعتراف الحكومة الإيطالية باستقلال اليمن والإمام استقلالًا مطلقًا، والنقطة الثانية: تنظيم العلاقات التجارية، وتزويد إيطاليا لليمن بالمعدات المختلفة، والخبرات الفنية.

## خلفية

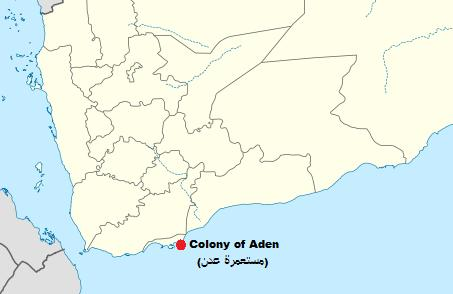
مستعمرة عدن ضمن اليمن

كان للبحر الأحمر أهمية إستراتيجية للمملكة المتحدة من الناحية التجارية وكذلك هو الطريق الذي تسلكه البحرية البريطانية للوصول إلى الهند. كان اليمن الجنوبي مستعمرة عدن ومحمية عدن اللائي كن في خطر كبير من الثورات المضادة للاستعمار. كان لإيطاليا مستعمرات في المنطقة: إرتيريا وأرض الصومال، وكلاهما منخفض الربح. فقد كان هناك اعتقاد كبير أن توطيد الروابط مع اليمن سوف يزيد من التجارة مع المستعمرات ويجلب المنطقة إلى داخل دائرة نفوذ إيطاليا. المملكة اليمنية عند تلك النقطة كانت تضع عينها ضم عدن، ومع ارتقاء الإمام يحيى العرش، فقد كان لديه طموحات لبناء اليمن الكبير.

## المعاهدة
في 2 سبتمبر 1926 وُقعت المعاهدة ووصفت بأنها معاهدة صداقة. وذكر في المعاهدة أن الإمام يحيى هو ملك اليمن وكذلك كان يدعي أنه ملك عدن. جُددت المعاهدة في 15 أكتوبر 1937.